# آسمان‌نمای تهران
آسمان‌نمای تهران یک آسمان‌نما در تهران است که متعلق به سازمان جغرافیایی نیروهای مسلح بوده و در ۲۷ اردیبهشت ۱۳۷۲ تأسیس شد.
علاوه بر ساختمان آسمان‌نما در آن نمایشگاه دائمی ادوات نقشه‌برداری وجود دارد.
این نمایشگاه در خیابان شریعتی و چهارراه مردوشت قرار دارد.